# Dänische Fußballnationalmannschaft (U-17-Junioren)
Die dänische U-17-Fußballnationalmannschaft vertritt Dänemark bzw. den dänischen Fußballverband im U-17-Fußball. Für die U-17-Auswahl der Skandinavier darf jeder Spieler spielen, der die dänische Staatsbürgerschaft hat und noch nicht das 17. Lebensjahr erreicht hat.

## Erfolge
- U-17-Fußball-Europameisterschaft: Viertelfinale 2002, Halbfinale 2011